# Dandy Lions (film 1921)
Dandy Lions è un cortometraggio muto del 1921 diretto da William H. Watson.

## Produzione
Il film fu prodotto dalla Century Film.

## Distribuzione
Distribuito dall'Universal Film Manufacturing Company, il film - un cortometraggio in due bobine - uscì nelle sale cinematografiche USA l'11 maggio 1921.